# Alzina de Sant Medir
L'Alzina de Sant Medir (Quercus ilex) és -tot i el nom en singular- un parell d'alzines majestuoses que es troben a l'entorn de l'Ermita de Sant Medir a Sant Cugat del Vallès (el Vallès Occidental).

## Dades descriptives
- Perímetre del tronc a 1,30 m: Alzina I (3,49 m a ran de terra) i Alzina II (3,12 m).
- Alçada: Alzina I (20,1 metres) i Alzina II (12,2 m).
- Amplada de la capçada: Alzina I: 13,20 x 21,50 m (amplada mitjana capçada: 17,35 metres). Alzina II: 5,70 x 12,60 metres (amplada mitjana capçada: 9,15 m).
- Altitud sobre el nivell del mar: 208 m.[1]

## Entorn
Està situada al costat de l'Ermita de Sant Medir, a l'extrem sud del municipi i en un racó molt estimat pels santcugatencs. Cada 3 de març un bon grapat de gent s'aplega a l'ermita per tal de celebrar l'efemèride del patró del municipi (Sant Medir). Un xic més enllà del temple, al costat de la pista, s'alcen aquest parell d'alzines.

## Aspecte general
L'alzina grossa està en molt bon estat. La petita presenta l'interior del tronc podrit i dues grans branques amputades, la qual cosa li atorguen una silueta irregular i força peculiar.

## Accés
Es pot arribar a l'ermita en cotxe si prenem la pista d'accés que surt de la carretera de la Rabassada (BP-1417), un quilòmetre abans d'atènyer el trencall del Tibidabo. Això no obstant, és molt millor accedir-hi a peu des de Sant Cugat del Vallès, resseguint la pista que passa pel Pi d'en Xandri des de l'avinguda de les Corts Catalanes, al sud-est del nucli urbà. Coordenades UTM: 31T X0426723 Y4588520.